# Alp Arslan
ism
Alp Arslan (perzijsko آلپ ارسلان [Alpes Arslan], turško Alp Arslan, polno ime Diya ad-Dunya wa ad-Din Adud ad-Dawlah Abu Shuja Muhammad Alp Arslan ibn Dawud) je bil  drugi sultan Seldžuškega imperija in   pravnuk Seldžuka, eponimnega ustanovitelja dinastije, * 20. januar 1029,  † 15. december 1072.
Po spreobrnitvi v islam je dobil ime Mohamed Bin Davud Čagri, s svojimi vojaškimi veščinami in osebnim pogumom pa si je prislužil ime Alp Arslan, ki v turščini pomeni "Junaški lev".
Leta 1059 je po svojem očetu Čagri Begu nasledil položaj guvernerja Velikega Horasana, po smrti strica Togrul Bega leta 1063 pa položaj sultana Seldžuškega cesarstva, ki je obsegalo Iran in ostanke Abasidskega kalifata s prestolnico v Bagdadu. Njegovo cesarstvo se je raztezalo od reke Amu Darje na severu do Tigrisa na jugu. Pri utrjevanju oblasti in pokoravanju nasprotnikov mu je pomagal njegov perzijski vezir Nizamul Al Mulk, ki je bil eden od najboljših državnikov v zgodnji islamski zgodovini.
Ko je na svojem ozemlju zagotovil mir in varnost, je sklical deželni zbor in na njem za svojega naslednika imenoval sina Malik Šaha I.. Na čelu turške konjenice se je nato odpravil na roparski pohod v Kapadokijo, od tam pa v Armenijo in Gruzijo, ki ju je osvojil leta 1064.

## Boji z Bizancem
Leta 1068 je Alp Arslan začel vdirati v Bizantinsko cesarstvo. Cesar Roman IV. Diogen, ki je osebno prevzel poveljstvo bizantinske vojske, se je s turškimi zavojevalci srečal v Kilikiji. V treh napornih pohodih, od katerih je prva dva vodil cesar, druga dva pa Manuel Komnen (prastric cesarja Manuela Komnena), so bili Turki poraženi ter leta 1070 pregnani onstran Evfrata. Naslednjega leta je Roman s stotisočglavo vojsko, ki je vključevala tudi oddelke turškega plemena Uze, poleg njih pa Francoze in Normane pod poveljstvom Ursela iz Bahola, krenil v Armenijo.
Pri Manzikertu na reki Murat Čaj, severno od jezera Van, se je bizantinska vojska srečala z Alp Arslanom. Sultan je predlagal mirovne pogoje, ki jih je cesar zavrnil, zato sta se vojski spopadli v bitki pri Manzikertu, v kateri so bili Bizantinci popolnoma poraženi. Krivdo za njihov poraz gre pripisati političnim nasprotnikom bizantinskega cesarja, ki so ga med bitko izdali, ter hitri taktiki turške konjenice.
Cesarja Romana IV. so kot ujetnika privedli pred sultana. Ta se je do njega obnašal milostno in spoštljivo. Pogovorila sta se o mirovnih pogojih, nato pa je sultan cesarja odpustil in ga odpustil. Med vladarjema naj bi potekal sledeči znameniti pogovor:
Alp Arslan: Kaj bi storili, če bi me kot ujetnika privedli pred vas?
Roman: Najbrž bi vas dal ubiti, ali pa bi vas razkazoval po ulicah Carigrada.
Alp Arslan: Moja kazen je mnogo hujša. Odpuščam vam in vas osvobajam.
Kasneje se je izkazalo, da je bila Alp Arslanova kazen, na prvi pogled milostna, v resnici zelo kruta: po vrnitvi domov so Romana odstavili, ga oslepili in ga izgnali na otok Proti, kjer je zaradi infekcije ran kmalu zatem umrl..
Po Alp Arslanovih zmagah se je ravnotežje v Aziji prevesilo povsem v prid seldžuških Turkov in sunitskih muslimanov. Čeprav je Bizantinsko cesarstvo vztrajalo še skoraj štiri stoletja, posledice križarskih vojn pa so za nekaj časa položaj spremenile, je Alp Arslanova zmaga pri Manzikertu oznanila začetek turškega vzpona na Bližnjem vzhodu. Večina zgodovinarjev meni, da je poraz pri Manzikertu pomenil začetek konca Vzhodnorimskega cesarstva. Med drugim je vstop turških kmetov v Anatolijo, kamor so sledili svojim konjenikom, tam povzročil konec tematske ureditve, ki je omogočala zalaganje Bizantinsko cesarstvo z vojaki in dobrinami. Pomembnosti te bitke in spretnosti, s katero jo je Alp Arslan izbojeval, torej ne smemo zapostavljati.

## Državna ureditev
Alp Arslanova moč se je skrivala v vojaštvu, notranje zadeve pa je urejal njegov perzijski vezir Nizamul al-Mulk, utemeljitelj upravne organizacije, ki je utrdila sultanat za časa vladavine Alp Arslana in njegovega sina Malik Šaha I. Z namenom podpiranja vojaštva in navajanja nomadskih Turkov na urejene perzijske poljedelske razmere, so bili seldžuškim princem v upravljanje podeljeni vojaški fevdi. Ta vrsta vojaškega fevdalizma je nomadskim Turkom omogočala izkoriščanje sredstev umirjenih Perzijcev znotraj velikega seldžuškega imperija, Alp Arslan pa je tako lahko vzdrževal svojo ogromno vojsko, brez da bi se moral zanašati na vojni davek iz osvojenih ozemelj. Od svojih podložnikov je prejemal dovolj hrane za vojsko, z davki, pobranimi od trgovcev in prekupčevalcev, pa je financiral svoje stalne vojne.

## Smrt
Gospostvo Alp Arslana se je po bitki pri Manzikertu raztezalo prek velikega dela Zahodne Azije. Kmalu se je pripravil na zavzetje Turkestana, dežele, od koder so izvirali njegovi predniki. Z močno vojsko je napredoval do bregov reke Oks (Amu Darja). Preden bi vojska lahko varno prečkala reko, pa si je moral pokoriti določene trdnjave. Eno od njih je nekaj dni pogumno branil guverner Jusuf el-Harezmi, Horezmijec. Slednjega so prisilili k vdaji in ga privedli pred sultana, ki ga je obsodil na kruto smrt. Jusuf je v obupu pograbil svoje bodalo in planil nad sultana. Ta je svojim stražarjem ukazal, naj se ne vmešavajo, in potegnil svoj lok, vendar mu je spodrsnilo, zato je puščica zgrešila svoj cilj, kar je napadalcu omogočilo, da ga je zabodel v prsi, kar je povzročilo njegovo smrt. Pokopali so ga v Mervu poleg njegovega očeta Čagri bega. Na njegovi grobnici beremo:
»O, glejte, ki ste videli Alp Arslana nebesno veličino! Zdaj je pod črno zemljo ...«
Ko je Alp Arslan umiral, je zašepetal svojemu sinu, da ga je ubila lastna domišljavost. »Žal,« naj bi dejal, »moral bi dovoliti velikim vojščakom, ki so me predani mojim namenom stražili, da bi opravili svojo nalogo. Opozorili so me bili, naj se ne poskušam braniti sam, in naj ne pustim svojemu pogumu, da bi prevladal nad mojo zdravo pametjo. Vendar, na ta opozorila sem pozabil, in sedaj ležim tukaj, umirajoč v mukah. Dobro se spominjaj tistega, kar si se naučil, in ne dovoli svojemu napuhu, da bi zmagal nad tvojim umom ...«

## Sklica
1. ↑  Советская историческая энциклопедия, 1. zvezek, str. 415.
2. ↑  Alp Arslan, Encyclopedia of World Biography, 2004 Encyclopedia.com. Pridobljeno dne 5. septembra 2011.